# Las Ventas de San Julián
Las Ventas de San Julián är en ort i Spanien.   Den ligger i provinsen Toledo och regionen Kastilien-La Mancha, i den centrala delen av landet, 140 km väster om huvudstaden Madrid. Las Ventas de San Julián ligger 312 meter över havet och antalet invånare är 262.
Terrängen runt Las Ventas de San Julián är platt, och sluttar västerut. Runt Las Ventas de San Julián är det glesbefolkat, med 20 invånare per kvadratkilometer. Närmaste större samhälle är Candeleda, 16,9 km norr om Las Ventas de San Julián. Omgivningarna runt Las Ventas de San Julián är huvudsakligen savann.